# Microsoft Publisher
Microsoft Publisher è un'applicazione di desktop publishing creata da Microsoft. È considerata un'applicazione entry-level, ossia non professionale; differisce da Microsoft Word nell'essere più orientata verso la grafica e l'aspetto estetico invece che basarsi maggiormente sul testo.
Publisher è incluso in alcune edizioni di Microsoft Office; l'idea alla base di Publisher è quella di un'applicazione facile da usare e alternativa alle applicazioni professionali classiche, poiché si orienta prettamente verso un pubblico di aziende che non hanno un progettista dedicato e quindi creano tutto in proprio, senza disporre però di particolari conoscenze in materia.
Publisher verrà supportato fino al 13 ottobre 2026. Dopo tale data, verrà rimosso da Microsoft 365 e dalle edizioni con licenza perpetua. Gli utenti che vorranno continuare ad utilizzare i file creati con Publisher dovranno effettuare la migrazione a LibreOffice Draw o altri programmi.

## Formati file e compatibilità
Microsoft Publisher utilizza principalmente il formato .pub, un formato file proprietario binario.
Publisher supporta anche l'apertura di altri formati, tra cui pagine Web in formato HTML, archivi Web in formato MHTML e documenti in formato Rich Text Format (.rtf), Microsoft Word (.doc e .docx) e WordPerfect (.wpd).
È possibile inoltre inserire immagini in formato: JPEG, GIF, PNG, TIFF, BMP, WMF, EMF e PICT ed esportare in PDF, XPS e in tutti i formati supportati in lettura ad eccezione di WordPerfect e Macintosh PICT.
Per quanto riguarda la compatibilità con applicazioni di terze parti, LibreOffice supporta il formato .pub dalla versione di Febbraio 2013. CorelDraw fornisce supporto solo in lettura. Adobe InDesign può importare il formato .pub utilizzando il plugin PUB2ID.
Anche Adobe PageMaker salvava file con estensione .pub ma i due formati erano incompatibili e non correlati.
La versione di prova di Microsoft Publisher può essere utilizzata anche dopo la scadenza per visualizzare gratuitamente i file in formato .pub, nonostante tutte le funzioni di modifica vengano disabilitate.

## Versioni
- 1991: Microsoft Publisher for Windows
- 1993: Microsoft Publisher 2.0
- 1995: Microsoft Publisher 3.0, conosciuto anche come 'Publisher for Windows 95'
- 1996: Microsoft Publisher 97 (Windows 95 e superiori), incluso con le edizioni Small Business Edition (SBE) e Professional di Office 97
- 1998: Microsoft Publisher 98 (Windows 95 e superiori), incluso con l'edizione 'SBE 2.0' di Office 97
- 1999: Microsoft Publisher 2000 (Windows 95 e superiori), incluso con le edizioni SBE, Professional, e Premium of Microsoft Office 2000
- 2001: Microsoft Publisher 2002 (Windows 98 e superiori), incluso con la versione OEM delle edizioni SBE e Professional di Microsoft Office XP, ma anche in una prima versione limitata dell'edizione Professional.
- 2003: Microsoft Office Publisher 2003 (Windows 2000 SP3 e superiori), incluso con le edizioni SBE e Professional di Office 2003
- 2007: Microsoft Office Publisher 2007 (Windows XP SP2 e superiori), incluso con le edizioni SBE, Professional e Ultimate di Office 2007
- 2010: Microsoft Publisher 2010 (Windows XP SP3, Vista e 7), incluso nell'edizione Professional (per utenti singoli) e nelle edizioni Professional Plus e Standard (licenze volume) di Office 2010
- 2013: Microsoft Publisher 2013
- 2016: Microsoft Publisher 2016
- 2018: Microsoft Publisher 2019
- 2021: Microsoft Publisher 2021

## Loghi

Logo di Microsoft Publisher 2013-2019
Logo di Microsoft Publisher 2019